# داریاب (دورود)
داریاب، روستایی از توابع بخش مرکزی شهرستان دورود در استان لرستان ایران است؛ که در زبان محلی یعنی محلی که دارای آب فراوان می‌باشد. شغل بیشتر مردم این روستا دامداری، کشاورزی و زنبورداری است، دیدنیهای این روستا شامل چاله خوک،سراب سیب آب و امام زاده امیرجهان را میباشند.
زبان این روستا لری سیدی می‌باشد.در این روستا امام زاده ای به نام امیرجهان وجود دارد.یک سوم جمعیت این روستا سید،و از نسل امام موسی کاظم هستند. اکثریت از طوایف ندروند و خلفوند و قائدرحمت می باشد. از سوغات این روستا می‌توان عسل مرغوب این روستا را نام برد. نام این روستا ممکن است اشاره به نام داریوش داشته باشد که در گویش ایرانی دارا و داراب است.

## جمعیت
این روستا در دهستان دورود قرار دارد و براساس سرشماری مرکز آمار ایران در سال ۱۳۹۰، جمعیت آن ۲٬۳۰۰ نفر (۵۷۱ خانوار) بوده‌است.

## اطلاعات روستا
این روستا دارای دفتر مخابرات، دبستان، مرکز خدمات جهاد کشاورزی، شرکت تعاونی روستا، تعمیرگاه ماشین‌آلات کشاورزی، راه زمینی جاده آسفالته، پزشک، بهورز، بهداشت‌یار، خانه بهداشت، برق، گاز لوله‌کشی و مسجد می‌باشد.